# پیتر دین (ملوان)
پیتر دین (انگلیسی: Peter Dean؛ زادهٔ march ۶, ۱۹۵۱ (۷۴ سال)) ورزشکار اهل ایالات متحده آمریکا است.
وی در مسابقات کشوری و بین‌المللی در مجموع برندهٔ ۱ مدال طلا، ۱ مدال برنز شده‌است.